# Markus Gmür
Markus Gmür (* 23. September 1963 in Amden) ist ein Schweizer Wirtschaftswissenschaftler und seit 2008 Professor für NPO-Management an der Fakultät für Wirtschafts- und Sozialwissenschaften der Universität Freiburg in Freiburg im Üchtland. Er ist dort Direktor Forschung des fakultätseigenen Instituts für Verbands-, Stiftungs- und Genossenschaftsmanagement (VMI).

## Leben
Gmür studierte zwischen 1983 und 1989 Wirtschaftswissenschaften an der Hochschule St. Gallen und Soziologie und Organisationspsychologie an der Universität Bamberg, bevor er 1989 sein Studium der Betriebswirtschaftslehre mit dem Lizenziat an der Hochschule St. Gallen abschloss. Zwischen November 1989 und Oktober 1994 war Gmür wissenschaftlicher Mitarbeiter am Lehrstuhl für Management der Universität Konstanz (Lehrstuhl von Professor Rüdiger Klimecki). Er wechselte anschliessend als Prokurist an die Medeclin Tageskliniken, bevor er im Oktober 1995 an die Universität Konstanz zurückkehrte, 1996 promovierte und anschließend die akademische Karriere einschlug. Ab Oktober 2001 war er zudem Lehrbeauftragter an der Wissenschaftlichen Hochschule in Lahr, bevor er im Oktober 2003 Lehrbeauftragter und ab 2006 Professor für Human Resource Management an der EBS Universität für Wirtschaft und Recht wurde, deren Prorektor für Lehre er zwischen 2006 und 2008 war. Gmür schloss seine Habilitation im Jahr 2006 an der Universität Konstanz ab.